# Ophion maculator
Ophion maculator är en stekelart som beskrevs av Olivier 1811. Ophion maculator ingår i släktet Ophion och familjen brokparasitsteklar. Inga underarter finns listade i Catalogue of Life.